# 동대구초등학교
동대구초등학교는 대한민국 대구광역시 동구 신암동에 있는 공립 초등학교이다. 교화는 국화맑고 고운 향기, 아름다움, 선비정신, 교목은 향나무푸른 꿈, 굳센 기상, 무궁한 발전다.

## 학교 연혁
- 1962년 8월 31일 설립인가
- 1965년 11월 13일 대구대현국민학교 개교
- 1973년 4월 30일 과학실 신설
- 1978년 8월 15일 종합교재원(기상대 포함) 신설
- 1979년 10월 1일 동대구국민학교로 교명 변경(배드민턴부 창단)
- 1983년 10월 30일 강당 준공(체육관), 지하수 개발 공사 완료
- 1995년 3월 1일 병설유치원 신설
- 1995년 9월 18일 급식소 신설(4실)
- 1995년 12월 10일 연결 복도 설치 공사(30.8m 18,872,000)
- 1996년 3월 1일 동대구초등학교로 명칭 변경
- 1996년 5월 10일 학교운영위원회 조직
- 1996년 7월 3일 방송실 설치(1실)
- 1998년 10월 1일 교문 개체, 운동장 및 2,3동 사이포장, 급수대 시설(1,834m2)
- 1999년 11월 1일 본교 역사관 개관
- 2001년 8월 31일 스탠드 및 조회대 개축
- 2001년 11월 3일 우레탄 및 다목적 경기장 준공
- 2002년 5월 3일 천연자갈 지압로 설치
- 2007년 3월 2일 제15대 이원근 교장 취임
- 2007년 8월 1일 교육환경개선을 위한 학교 재건축 공사 시작
- 2008년 2월 21일 제39회 졸업식(졸업생 총 수:17,197명)
- 2008년 6월 25일 개축공사 본관 완공, 중동 남동 개축공사 시작
- 2008년 9월 1일 제16대 권태문 교장 취임
- 2009년 2월 15일 제40회 졸업식
- 2009년 4월 27일 동관 준공식
- 2009년 10월 16일 Wee Class(상담실) 설치
- 2009년 10월 30일 과학실험실 현대화 사업
- 2009년 11월 5일 체육관 관람석 바닥 공사
- 2010년 2월 11일 제41회 졸업식(졸업생 총수:17,405명)
- 2010년 7월 3일 남문 및 화단 펜스 설치
- 2011년 2월 16일 제42회 졸업식(졸업생 총수:17,502명)
- 2012년 2월 16일 제43회 졸업식(졸업생 총수:17,578명)
- 2013년 2월 15일 제44회 졸업식(졸업생 총수:17,674명)
- 2013년 9월 1일 제17대 박병하 교장 취임
- 2014년 1월 16일 시청각실 조명 및 스크린 설치
- 2014년 2월 14일 제45회 졸업식(졸업생: 17,747명)
- 2015년 2월 13일 제46회 졸업식(졸업생: 17,814명)
- 2016년 2월 4일 제47회 졸업식(졸업생: 17,911명)
- 2016년 9월 1일 제18대 배연옥 교장 취임
- 2017년 2월 15일 제48회 졸업식(졸업생: 17,987명)
- 2018년 2월 9일 제49회 졸업식(졸업생: 18,056명)
- 2019년 2월 1일 제50회 졸업식(졸업생: 18,128명)
- 2019년 11월 25일 학교폭력예방 우수학교 교육감 표창
- 2019년 12월 24일 학교교육정보화 활성화 우수학교 교육감 표창
- 2020년 2월 13일 제51회 졸업식(졸업생 18,207명)
- 2020년 9월 1일 제19대 채영기 교장 취임
- 2021년 2월 10일 제52회 졸업식(졸업생 18,271명)
- 2022년 2월 16일 제53회 졸업식(졸업생 18,332명)
- 2022년 12월 26일 학교폭력예방 우수학교 표창
- 2023년 2월 10일 제54회 졸업식(졸업생 18,421명)
- 2023년 9월 1일 제20대 이상기 교장 취임
- 2023년 11월 27일 2023 과학경진대회 및 학부모 교육 참여 우수학교 교육감 표창
- 2023년 12월 21일 학교폭력예방 우수학교 표창
- 2024년 2월 8일 제55회 졸업식(졸업생 18,492명)
- 2024년 10월 30일 늘봄교실 구축
- 2025년 2월 10일 제55회 졸업식(졸업생 18,591명)

## 참고 자료
- 동대구초등학교 - 한국교육학술정보원 학교알리미